# Cattedrale di Salisbury
La cattedrale di Salisbury (cattedrale della Beata Vergine Maria, in inglese: Cathedral Church of the Blessed Virgin Mary) è la chiesa principale della diocesi anglicana di Salisbury, nel Wiltshire (Inghilterra). Considerata uno dei maggiori esempi del primo gotico inglese, fu in gran parte costruita in soli 38 anni, dal 1220 al 1258, in sostituzione della cattedrale di Old Sarum, eretta da sant'Osmundo su incarico di Guglielmo il Conquistatore nel 1092, che venne distrutta appositamente e della quale rimangono solo le fondamenta.
La cattedrale ha la guglia visitabile più alta del Regno Unito (123 metri). Inoltre la cattedrale ha il più grande chiostro e recinto (oltre 32 ettari) del paese. Al suo interno sono conservati il secondo [il più antico si trova a Chioggia, in Veneto nella provincia di Venezia] più antico orologio del mondo (risalente al 1386) e una delle quattro copie originali superstiti della Magna Carta. Nel 2008, la cattedrale ha celebrato il 750º anniversario della consacrazione del 1258.

## Storia

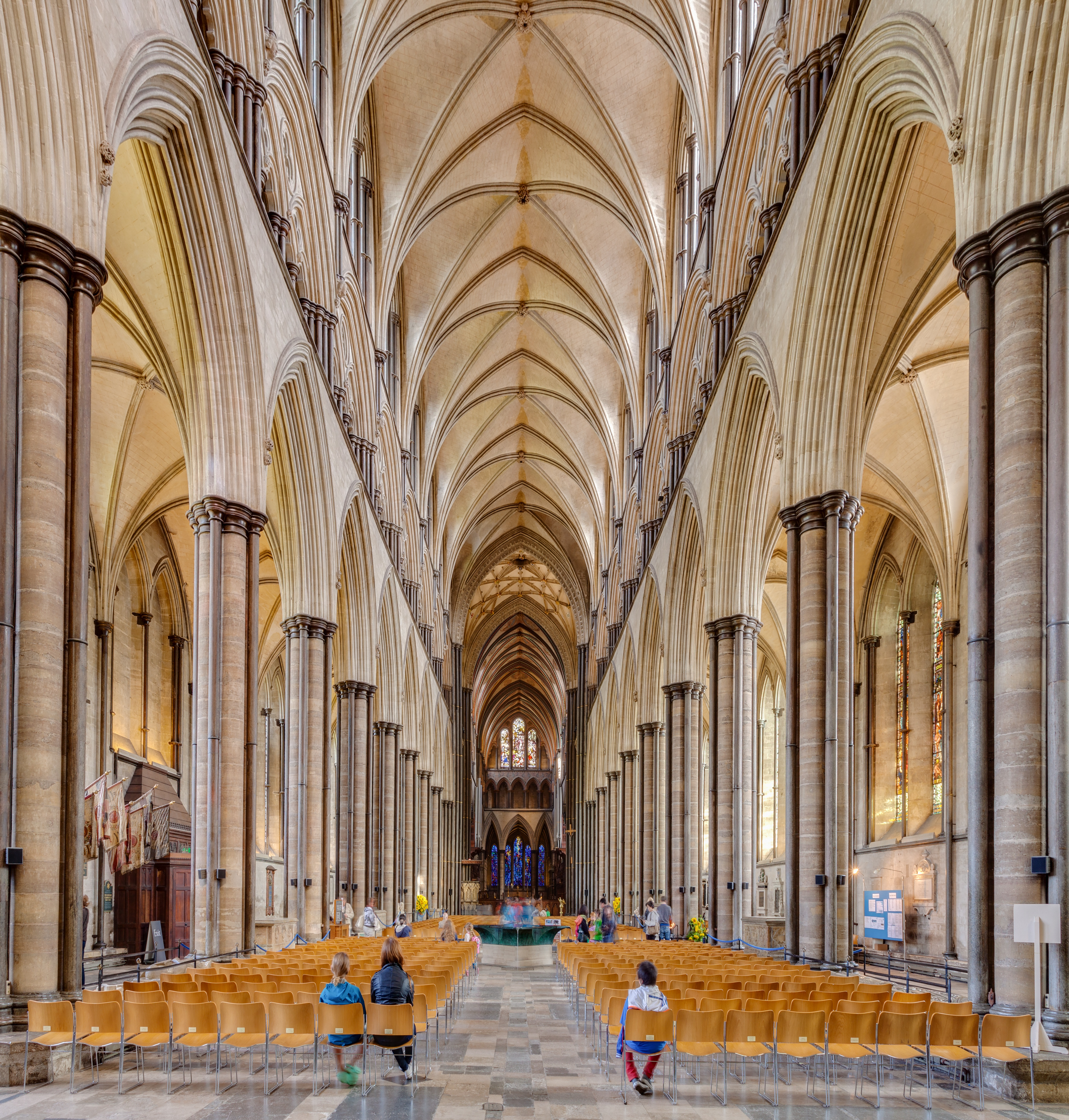
La navata centrale della cattedrale.

La decisione di trasferire la sede episcopale e di costruire la cattedrale nella zona attuale fu presa in seguito al deteriorarsi delle relazioni tra il clero e gli ordini militari di Old Sarum, l'antica cittadella che sorgeva nei pressi dell'odierna Salisbury. Il trasferimento avvenne durante l'episcopato di Richard Poore, un uomo facoltoso che donò le terre per la costruzione. La nuova cattedrale fu finanziata anche mediante donazioni, principalmente dalle parrocchie del sud-ovest a cui fu chiesto di versare una somma fissa annuale fino al suo completamento. La leggenda vuole che il vescovo di Old Sarum scagliò una freccia verso il luogo in cui avrebbe costruito la chiesa; la freccia colpì un cervo che infine morì nel punto in cui sorge l'attuale cattedrale.
La prima pietra fu posata il 28 aprile 1220. Il materiale di costruzione fu estratto dalla cava di Teffont Evias, nel Wiltshire. A causa della falda acquifera piuttosto superficiale, la cattedrale fu costruita solamente con poco più di un metro di fondamenta. Nel 1258 la navata, il transetto e il coro erano completati. La facciata occidentale fu terminata nel 1265. Il chiostro e la sala capitolare furono completati intorno al 1280. Poiché fu completata in soli 38 anni, la cattedrale presenta un unico stile predominante, il gotico inglese.
Le parti che furono completate in seguito sono il chiostro, la sala capitolare, la torre e la guglia, che con suoi 123 metri di altezza domina lo skyline dal 1320. Sebbene la guglia sia la caratteristica predominante della cattedrale, ha causato non pochi problemi alla tenuta strutturale dell'edificio. Insieme con la torre, infatti, aggiunge alla costruzione un peso di 6 500 tonnellate. Senza l'aggiunta di contrafforti, archi di rinforzo e bretelle di metallo nei secoli successivi, sarebbe inesorabilmente crollata. Invece ancora oggi è la guglia più alta del Regno Unito. Col tempo i grossi pilastri di rinforzo agli angoli della guglia si sono piegati verso l'interno a causa dello sforzo. L'aggiunta di tiranti di rinforzo sopra la crociera nel 1668 ad opera di Christopher Wren impedì ulteriori deformazioni. I tiranti furono poi nascosti da un finto soffitto. Cambiamenti significativi alla cattedrale furono apportati dall'architetto James Wyatt nel 1790, tra cui la sostituzione del jubé originale e la demolizione del campanile situato a circa 100 metri a nord-ovest dell'edificio principale.

## La sala capitolare e la Magna Carta

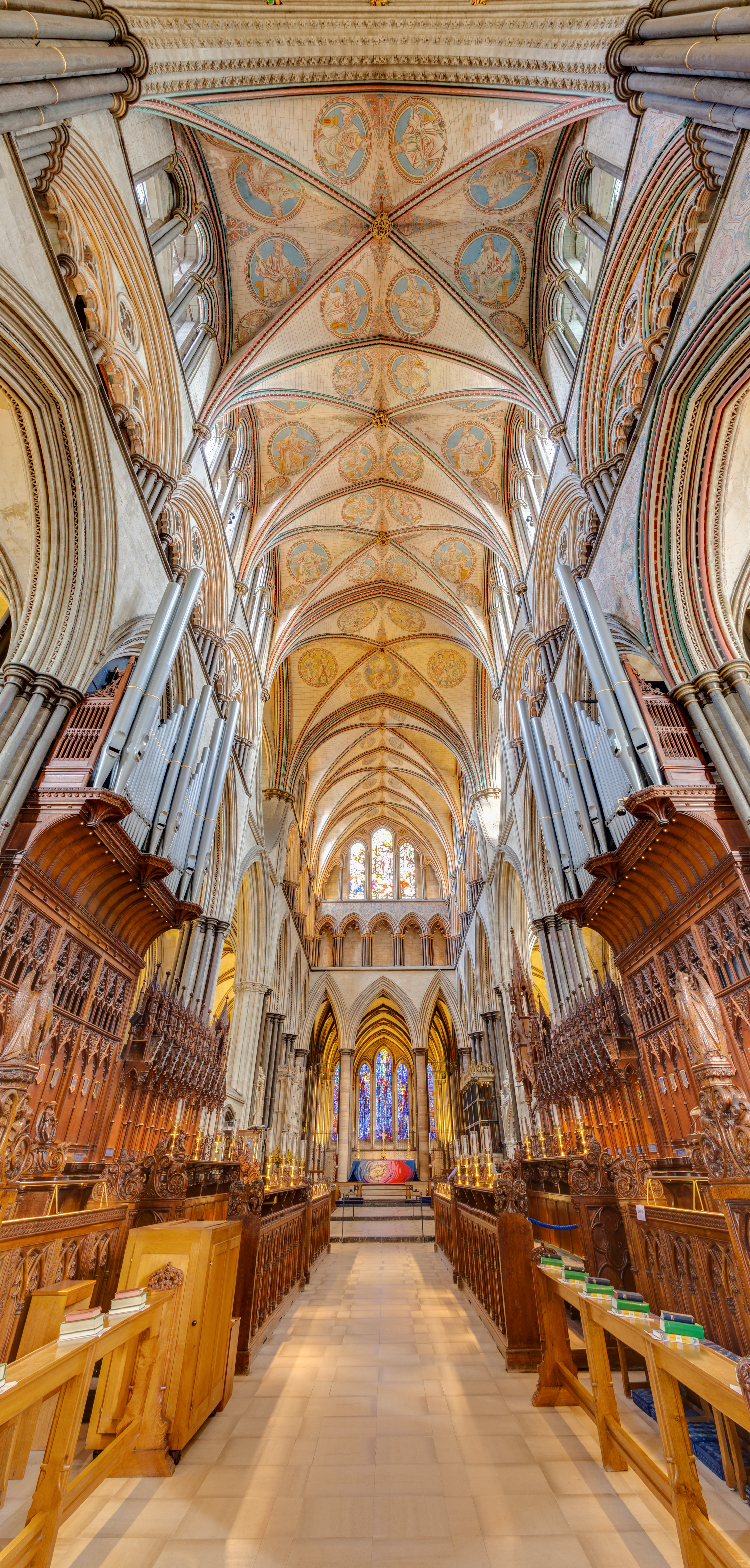
Coro.

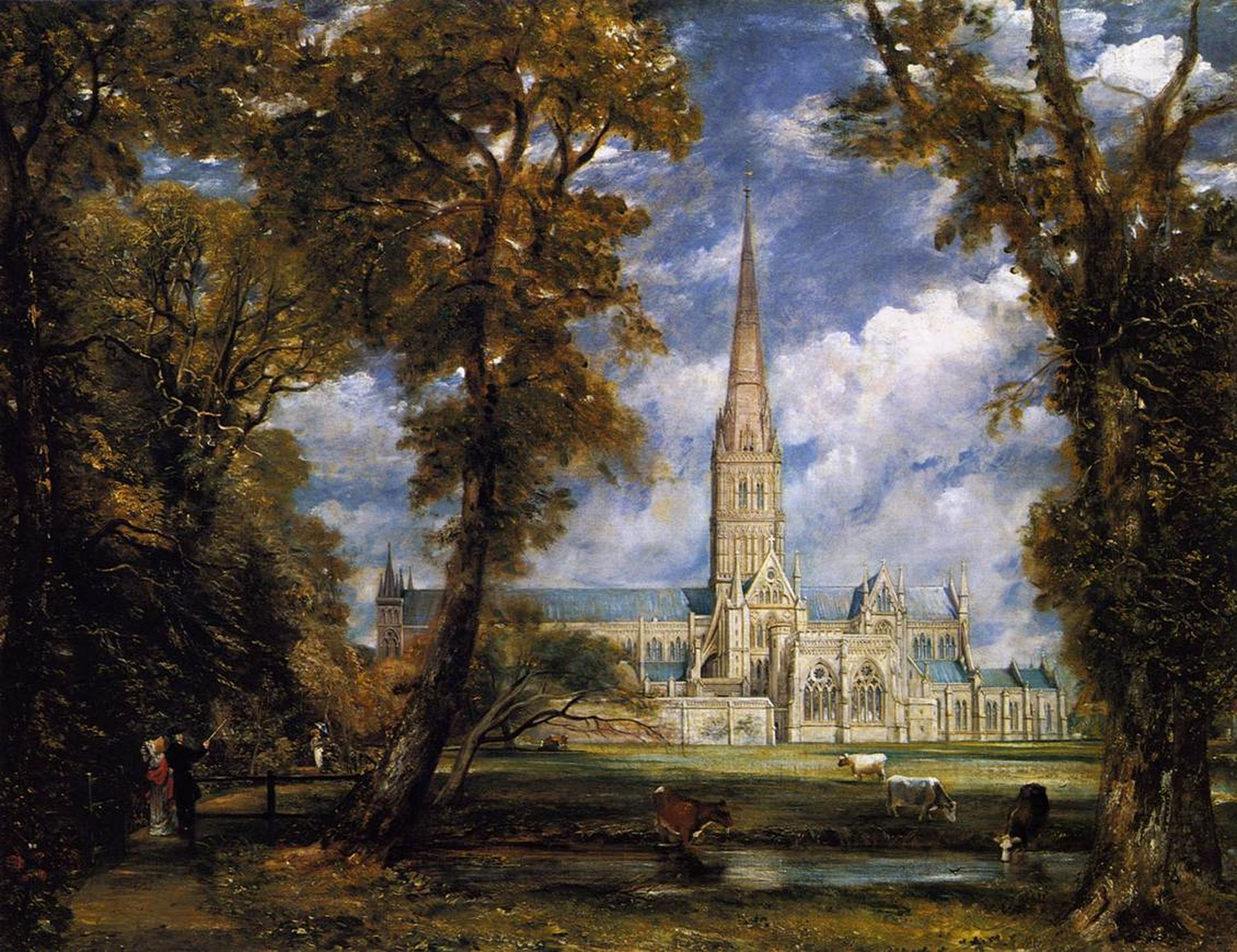
La cattedrale di Salisbury di John Constable.

La sala capitolare si distingue per la sua forma ottagonale, il sottile pilastro centrale e il fregio medievale. Fu decorata dal 1855 al 1859 dall'architetto William Burges. Il fregio circonda le pareti interne e rappresenta scene dai libri della Genesi e dell'Esodo che rappresentano tra gli altri Adamo ed Eva, Noè, la Torre di Babele, Abramo, Isacco e Giacobbe. La sala capitolare, inoltre, custodisce la miglior conservata tra le quattro copie originali superstiti della Magna Carta. Una copia di questo documento giunse a Salisbury grazie a Elias di Dereham, che era presente a Runnymede nel 1215 quando la Carta fu promulgata. A lui venne affidato il compito di distribuirne alcune delle copie. Più tardi Elias divenne canonico di Salisbury e supervisionò la costruzione della cattedrale.

## La facciata occidentale
La facciata ovest è costituita da due torrette a ciascuna estremità, con due contrafforti in corrispondenza della linea mediana a sostegno della grande trifora centrale. Le due torrette sono sormontate da una guglia, mentre la parte superiore della sezione centrale è composta da quattro finestre con archi a sesto acuto sormontate da due finestre a quadrifoglio. Sopra queste vi è una mandorla con una statua di Cristo in trono. A livello del suolo si trova la porta principale fiancheggiata da due porte più piccole. L'intera facciata è decorata con motivi a quadrifoglio e a trifoglio, colonne e file di statue. La facciata è quasi certamente contemporanea del resto della cattedrale. Questo appare evidente dal modo in cui le finestre coincidono con gli spazi interni. La facciata è alta 33 metri.
La facciata è decorata con più di 130 nicchie di varia grandezza. Di queste, 73 contengono una statua. La linea delle nicchie si estende attorno alle torri nelle facciate nord, sud e est. Ci sono cinque livelli di nicchie (senza contare la mandorla con Cristo), in cui sono scolpiti, a partire dall'alto, angeli e arcangeli, patriarchi dell'Antico Testamento, apostoli ed evangelisti, martiri, dottori e filosofi e, nel livello inferiore, nobili, ecclesiastici e altre persone legate alla cattedrale. La maggior parte delle statue è stata collocate durante la metà del XIX secolo, ma sette di esse risalgono al XIV secolo e alcune sono state installate nell'ultimo decennio.

## L'orologio
L'orologio della cattedrale di Salisbury, datato al 1386, è il secondo più antico orologio funzionante del mondo (il primo è della Torre di Sant'Andrea, a Chioggia). L'orologio non ha una facciata perché tutti gli orologi dell'epoca scandivano l'ora su una campana. Originariamente era infatti collocato sul campanile che fu poi demolito nel 1792. In seguito l'orologio fu spostato alla torre della cattedrale, dove rimase in funzione fino al 1884. Fu quindi chiuso in una soffitta e dimenticato fino al 1929. Nel 1956 riprese a funzionare dopo un restauro. Un secondo intervento di manutenzione fu effettuato nel 2007.